# Gare de Mitcham Junction
La gare de Mitcham Junction (en anglais : Mitcham Junction railway station), est une gare ferroviaire de la ligne Portsmouth line (en), en zone 4 Travelcard. Elle  est située sur la Carshalton Road  à Mitcham, dans le borough londonien de Merton, sur le territoire du Grand Londres.
C'est une gare Network Rail desservie par des trains Southern et Thameslink. Elle est en correspondance avec la station du tramway Tramlink.